# Numeracja adresowa

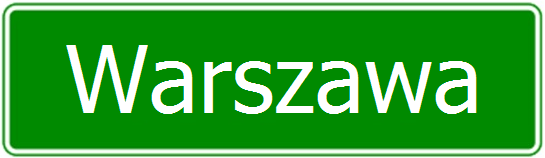
Tablica informacyjna miejscowości

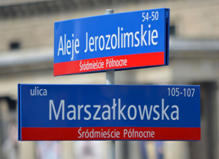
Tablice informacyjne na skrzyżowaniu ulic

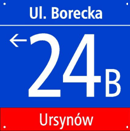
Tablica informacyjna z numerem adresowym

Numeracja adresowa – uporządkowany system przypisywania identyfikatorów miejscom otaczającej nas przestrzeni. Celem przypisanych identyfikatorów jest zapewnienie możliwości rozróżniania i identyfikowania miejsc, które zostały nimi oznaczone. Numeracja adresowa dotyczy przede wszystkim terenów zamieszkałych (skupisk ludzkich). Identyfikację miejsc w innych terenach realizuje się metodami opartymi na obiektach referencyjnych takich jak działki ewidencyjne czy wprost na współrzędnych geograficznych φ,λ lub innych metodach identyfikacji jak np. what3words. W większości stosowanej w różnych krajach numeracji adresowej identyfikator adresowy zbudowany jest z nazwy miejscowości, nazwy ulicy i kolejnego numeru przy ulicy.

## Podstawa prawna
W Polsce numeracja adresowa prowadzona jest przez: wójta, burmistrza lub prezydenta miasta na podstawie art. 47a i 47b ustawy prawo geodezyjne i kartograficzne oraz wydanego na jej podstawie rozporządzenia ministra rozwoju, pracy i technologii w sprawie ewidencji miejscowości, ulic i adresów.

## Fizyczne elementy numeracji adresowej
System adresowy jest utrwalany w terenie przez odpowiednie znaki opisujące miejscowości, ulice i numery adresowe. Znaki powinny ułatwiać możliwe szybkie docieranie pod wskazane adresy. Służą do tego dodatkowe oznaczenia na tablicach ulic wskazujące, jakie numery adresowe znajdziemy na danym odcinku ulicy, strzałki na tablicach z adresami na budynkach wskazujące rosnący kierunek numeracji adresowej. Obowiązujące przepisy nie określają dodatkowych ułatwień w oznaczeniach, a regulują tylko konieczność dokonywania oznaczeń odpowiednimi znakami (tablicami) ulic przez gminy i numerów adresowych przez właścicieli nieruchomości.

## Zbiory danych numeracji adresowej
Danych adresowe gromadzone są w bazach z wykorzystaniem odpowiedniego modelu logicznego. Większość danych z prowadzonych na bieżąco z gminnych baz adresowych jest do pobrania na stronie danepubliczne.punktyadresowe.pl.